# Rose Sommer-Leypold
 Rose Sommer-Leypold  (* 20. Dezember 1909 in Schramberg; † 21. März 2003 in Immenstaad) war eine deutsche Malerin.

## Leben und Werk
Sommer-Leypold wurde nach dem Abitur am Königin-Katharina-Stift-Gymnasium Stuttgart 1929 an der Staatlichen Akademie der Bildenden Künste Stuttgart aufgenommen. Hans Spiegel und Anton Kolig waren ihre Lehrer. 1933 unterbrach sie ihr Studium, um im landwirtschaftlichen Betrieb der Eltern zu helfen. Nach Aufenthalten in Oslo und Italien nahm sie 1940 das Studium bei Anton Kolig wieder auf und wurde Meisterschülerin und seine Assistentin. 1943 wurde Kolig auf Geheiß Hitlers entlassen und Leypold wurde der Akademie verwiesen. 1944 übernahm sie den elterlichen Hardthof. 1946 wurden ihre Werke in zwei Ausstellungen in Tübingen und Konstanz gezeigt. Sie heiratete 1953 Rudolf Sommer, der nach schwerer Krankheit 1984 verstirbt. Nachdem sie 1989 den Hofbetrieb an ihren Neffen übergeben hatte, widmete sie sich intensiv der Malerei und reiste nach Paris, Zypern, Kreta, Tunesien, Marokko und in die Türkei. Zu ihrem 100. Geburtstag würdigten sie die Orangerie Draenert und der Heimatverein Immenstaad e.V. mit  einer Ausstellung von Oktober 2009 bis Januar 2010.